# Совето
Совето (South Western Townships — Soweto) је урбано насеље у југозападном рубу Јоханезбурга. Током апартхејда, Совето је било место принудног боравка црног афричког становништва. Године 2002. Совето је припојен Јоханезбургу.

## Етимологија
Реч Совето је енглеска абревијатура фразе "SOuth-WEstern TOwnships" (u преводу на српски "ЈУго ЗАпадна НАсеља").

## Географија и демографија
Површина насеља је 90 km². Године 1983. место је имало око 1,8 милиона становника. На попису 2001. године, тај број се преполовио и износио је око 900 хиљада.
Већина становништва су црне пути. Упркос чињеници да становници званично говоре језике зулу и сесото, у свакодневној комуникацији користи се нека врста креолског језика. Ова језичка комбинација је јединствена за Совето и градове Гаутенга.

## Историја
Без обзира на њихов социјални и економски статус, сви становници Совета су били изложени неком виду расне дискриминације, а у месту је постојала строга контрола од стране власти и полиције. Године 1973. Совето је изашао из окриља Јоханезбурга и предат је државном органу „Вестранда“ са огромним апаратом белих званичника и полиције. Тако се формирао марионетски орган локалне самоуправе - "градски савет", коме се противила незванична опозиција „Комитет Десет" са мрежом сеоских удружења. Животни стандард у Совету је незнатно изнад националног просека али велика већина становника живи испод званичне стопе сиромаштва. Висок је ниво незапослености, а морталитет код од афричког становништва у Совету је 3 пута већи него код белог становништва у Јоханезбургу.